# Paroliamo
Paroliamo è stato un quiz televisivo, derivato dal programma francese Des chiffres et des lettres, che ha ispirato anche il gioco britannico di Channel 4 Countdown.

## Il programma
Fu trasmesso per la prima volta nel 1977 su Telemontecarlo. La conduzione era affidata a Lea Pericoli coadiuvata prima dal cantante Franco Franchi e poi dall'enigmista Silvano Rocchi. Ci fu anche un'edizione di "Paroliamo e contiamo" fedele all'originale, condotto da Gisella Pagano con la parte matematica affidata al doppiatore Federico Danti. Nel 1982 fu all'interno del contenitore di Rai 2 Tandem condotto da Fabrizio Frizzi mentre il giudice del gioco era Marco Dané. Nel 1989 il quiz era all'interno del contenitore pomeridiano di Raidue Mente Fresca, dal Centro di produzione Rai di Napoli, ideato e condotto da Marco Dané con la partecipazione di Patrizia Focardi e del divulgatore Roberto Vacca.
Successivamente vi fu un remake del quiz ribattezzato Pesca la lettera, proposto da Raimondo Vianello, nel gioco a quiz di Canale 5 Zig Zag.
Alcuni storici vincitori del gioco sono stati Roberto Morassi ed Ernesto Casale, conosciuti per la loro velocità.

## Conduttore
Nel 1982, quando Rai 2 acquistò il programma, lo affidò a Marco Dané che lo curò, fece il giudice e successivamente anche il conduttore fino al 1989, anno in cui Rai 2 non lo mandò più in onda dichiarando che il gioco era troppo difficile per il pubblico italiano.

## Gioco in scatola
Armand Jammot, dirigente di Antenne 2, è l'inventore del gioco "Des chiffres et des lettres" (attivo per anni nella principale rete pubblica oltralpe) che trasferito in Italia venne chiamato "Paroliamo". L'Adica Pongo è l'editore italiano della scatola del gioco. 
La prima versione aveva come sfondo la base del gioco, le 9 tessere con le lettere che formavano la parola P-A-R-O-L-I-A-M-O e il logo di Telemontecarlo.
La seconda versione aveva lo sfondo lilla, con 9 tessere che formavano il nome della trasmissione ed era allegata al programma televisivo di Rai 2 "Tandem".
La terza versione aveva lo sfondo azzurro scuro, sempre con le 9 tessere, il logo di rete con la scritta RAIDUE e in basso una piccola foto raffigurato il volto di Marco Danè. Al centro in basso campeggiava il logo della Adica Pongo e nell'angolo destro c'era una fascia disbiega con la scritta: VINCE CHI COMPONE LA PAROLA PIÙ LUNGA. Sul bordo della scatola c'era il logo del gioco a sinistra e la scritta L'ESPERTO a destra. L'interno aveva un supporto di gioco a seconda di vari colori dove venivano inserite nella parte bassa le 9 carte con le lettere dell'alfabeto, nella parte sopra si scopriva la frase da comporre. Ad entrambi i lati vi erano 4 portamazzi dove venivano messe le carte del gioco, (quelle blu per le consonanti e quelle rosse per le vocali). Vi era inoltre una clessidra da 45 secondi e un blocchetto segnapunti. Esisteva anche una versione extralarge, dove non campeggiava più la foto di Marco Dané, veniva tolto il logo di rete e fu lasciata la sola scritta Raidue. Fu cambiato il supporto di gioco e le carte da 9 diventarono 10. Vi era anche una versione travel del Paroliamo.

## Regole del gioco
Il Paroliamo si gioca con due mazzi di carte su cui sono impresse lettere dell'alfabeto italiano; in particolare 42 carte a dorso rosso contenenti vocali e 78 a dorso blu contenenti consonanti.
Da tali mazzi, separati e coperti, vengono pescate 10 carte: il giocatore di turno indica, per ogni carta estratta, se questa debba essere una vocale o una consonante potendosi avvalere, per la propria scelta, della visione delle lettere estratte sino a quel momento.
Scoperta l'ultima carta, i giocatori hanno a disposizione un minuto di tempo per cercare di comporre la più lunga parola di senso compiuto ottenibile utilizzando le dieci lettere a disposizione. Allo scadere del tempo, il giocatore che ha individuato la parola più lunga (o i giocatori, in caso di parità) guadagna un ammontare di punti pari alla lunghezza di tale parola.
L'insieme delle parole considerate accettabili può essere deciso di volta in volta previo accordo tra i giocatori; la versione originale televisiva prevedeva la validità di sostantivi (esclusi nomi propri), aggettivi (in qualunque genere e numero), e verbi all'infinito, participio presente e participio passato. In caso di parole dubbie o particolarmente ricercate, ai fini della loro validità faceva fede un vocabolario della lingua italiana che il conduttore provvedeva allo scopo a consultare.
Ci fu anche un gioco telefonico per il pubblico da casa. Sullo schermo venivano predisposte alcune lettere sparse, poi i telespettatori avevano a disposizione 10 secondi per individuare la parola più lunga (in questo caso da 9 o anche da 8). Il concorrente da casa vinceva un impianto Hi-Fi o uno stereo, solo se individuava una parola da 9 o da 8.
Oltre al gioco del Paroliamo, vi era anche il gioco del Contiamo in cui i due concorrenti con l'ausilio di sei numeri dovevano avvicinarsi al risultato, addizionando, dividendo, sottraendo o moltiplicando i vari numeri.